# George McKenzie
George McKenzie (n. 22 septembrie 1901, Edinburgh, Regatul Unit al Marii Britanii și Irlandei – d. 5 aprilie 1941, Edinburgh, Regatul Unit) a fost un boxer ce a reprezentat Regatul Unit al Marii Britanii și al Irlandei de Nord, medaliat olimpic. A participat la o ediție a Jocurilor Olimpice (1920) în care a câștigat o medalie de bronz.

## Participări
Lista de mai jos prezintă principalele competiții la care a participat George McKenzie de-a lungul carierei.
- boxing at the 1920 Summer Olympics – bantamweight[*]